# 稲垣中
稲垣 中（いながき あたる、1966年 - ）は、日本の医学者。青山学院大学教育人間科学部教授。専門は臨床精神医学、薬剤疫学、薬剤経済学。博士（医学）（慶應義塾大学）。

## 略歴
東京都練馬区出身。1982年に慶應義塾普通部、1985年に慶應義塾高等学校、1992年に慶應義塾大学医学部を卒業。2001年、「日内体重変動率に基づく入院精神分裂病患者の多飲症に関する研究」で慶應義塾大学より博士（医学）の学位を取得。
1992年から1994年まで慶應義塾大学病院精神・神経科で研修医を務め、1993年から2002年まで山梨県立北病院精神科に勤務した。2002年から慶應義塾大学医学部精神神経科学教室助手へ就任。2006年から2007年まで慶應義塾大学病院精神・神経科診療科医長を務めた。2007年から2012年までは同大学大学院健康マネジメント研究科日本製薬工業協会寄附講座医薬経済学教育研究プログラム特別研究准教授となり、同大学医学部精神神経科学教室准教授を兼担した。この間、国立精神・神経センター精神保健研究所客員研究員でもあり、また2009年から2020年まで東邦大学薬学部客員教授にもなっていた。2013年、青山学院大学国際政治経済学部国際政治学科教授に就任し、2018年から同大学教育人間科学部教育学科へ転任。2019年からは慶應義塾大学大学院健康マネジメント研究科特任教授を兼ねる。

## 著書
- 『デポ剤による精神科治療技法のすべて』（共著、星和書店、1995年）
- 『向精神薬の等価換算』（星和書店、1999年）
- 『統合失調症の薬物療法』（共著、アルタ出版、2006年）
- 『統合失調症の薬物療法100のQ&A』（共編、星和書店、2008年）
- 『精神疾患の薬物療法ガイド』（共著、星和書店、2008年）
- 『服薬支援とケアプランに活かす非定型抗精神病薬Q&A』（共編、医学書院、2012年）
- 『HAMDを使いこなす ハミルトンうつ病評価尺度（HAMD）の解説と利用の手引き』（分担執筆、星和書店、2014年）